# Municipio de Kotel
El municipio de Kótel (búlgaro: Община Котел) es un municipio búlgaro perteneciente a la provincia de Sliven.
En 2011 tiene 19 391 habitantes, el 36,22% búlgaros, el 29,87% turcos y el 24,7% gitanos. La tercera parte de la población vive en la capital municipal Kotel.
Se ubica en el noreste de la provincia, a medio camino entre Tărgovište y Yambol.

## Pueblos
Junto con Kotel hay 21 pueblos en el municipio:
- Borintsi
- Bratan
- Gradets
- Dubova
- Zheravna
- Katunishte
- Kipilovo
- Malko Selo
- Medvev
- Mokren
- Neikovo
- Oplovo
- Ostra Moguila
- Pudarevo
- Sedlarevo
- Sokolartsi
- Strelsti
- Ticha
- Topuzevo
- Filaretovo
- Yablanovo